# 旧县镇 (太和县)
旧县镇，是中华人民共和国安徽省阜阳市太和县下辖的一个乡镇级行政单位。

## 行政区划
旧县镇下辖以下地区：
三角元社区、旧西社区、万福村、八里村、张怀村、范庙村、大张村、宋沟村、王庙村、何庄村、新村集村和李梁村。